# Anodonthyla
Anodonthyla és un gènere de granotes de la família Microhylidae que és endèmic de Madagascar.

## Taxonomia
- Anodonthyla boulengerii Müller, 1892
- Anodonthyla emilei Vences, Glaw, Köhler, and Wollenberg, 2010
- Anodonthyla hutchisoni Fenolio, Walvoord, Stout, Randrianirina, and Andreone, 2007
- Anodonthyla jeanbai Vences, Glaw, Köhler, and Wollenberg, 2010
- Anodonthyla montana Angel, 1925
- Anodonthyla moramora Glaw and Vences, 2005
- Anodonthyla nigrigularis Glaw and Vences, 1992
- Anodonthyla pollicaris (Boettger, 1913)
- Anodonthyla rouxae Guibé, 1974
- Anodonthyla theoi Vences, Glaw, Köhler, and Wollenberg, 2010
- Anodonthyla vallani Vences, Glaw, Köhler, and Wollenberg, 2010